# Saint-Éloy-de-Gy
Saint-Éloy-de-Gy is een gemeente in het Franse departement Cher (regio Centre-Val de Loire). De plaats maakt deel uit van het arrondissement Bourges. Saint-Éloy-de-Gy telde op 1 januari 2022 1.569 inwoners.

## Geografie
De oppervlakte van Saint-Éloy-de-Gy bedroeg op 1 januari 2022 31,2 vierkante kilometer; de bevolkingsdichtheid was toen 50,3 inwoners per km².
De onderstaande kaart toont de ligging van Saint-Éloy-de-Gy met de belangrijkste infrastructuur en aangrenzende gemeenten.

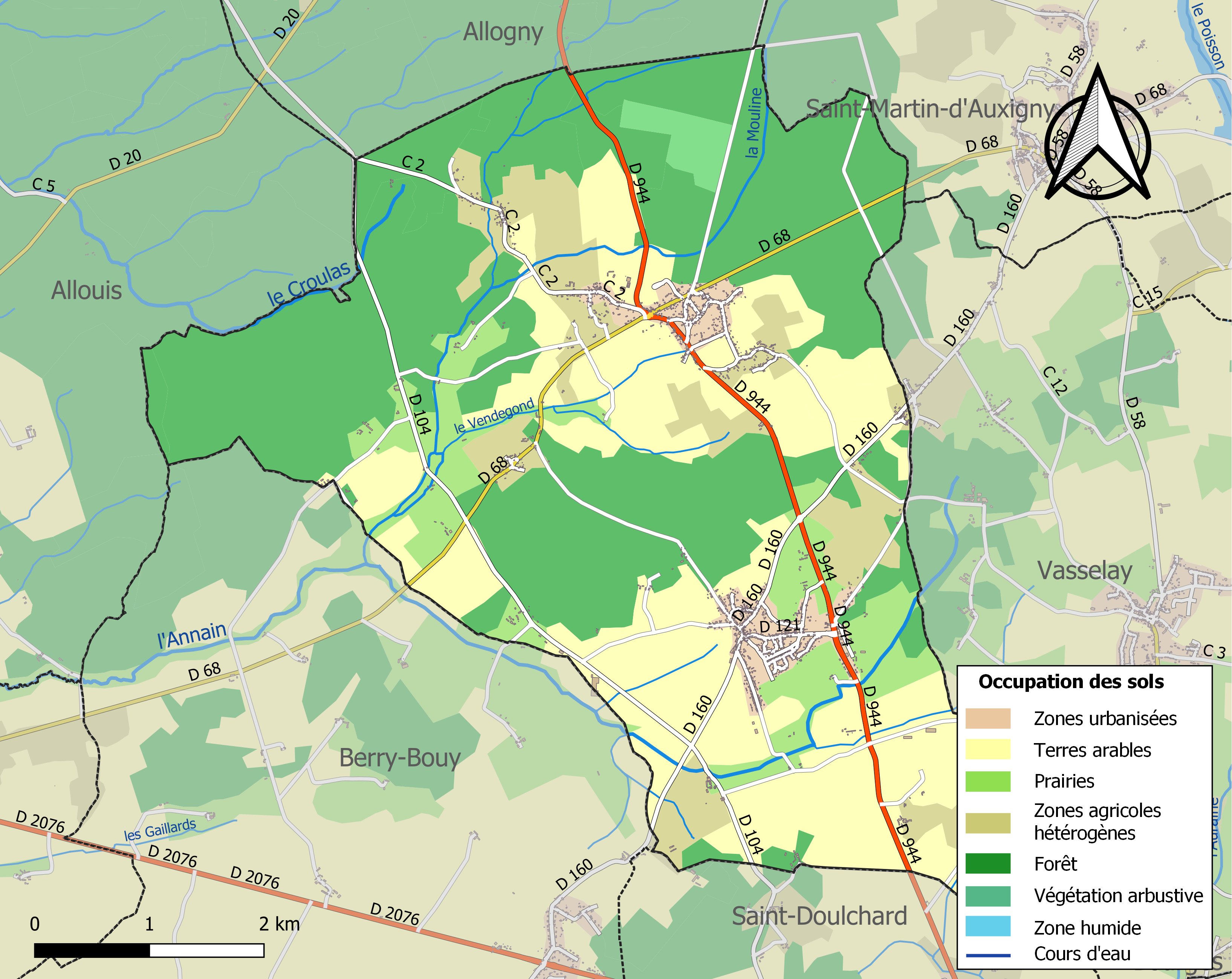

## Demografie
Onderstaande figuur toont het verloop van het inwonertal (bron: INSEE-tellingen).